# Пети, Жан-Клод
Жан-Клод Пети (фр. Jean-Claude Petit; родился 14 ноября 1943 года в Вэр-Сюр-Марне, Франция) — французский композитор, аранжировщик и пианист.

## Биография
В юности Жан-Клод Пети аккомпанировал многим джаз-музыкантам, в число которых входят Кенни Кларк, Джонни Гриффин и Декстер Гордон. Этот опыт побудил его поступить в Парижскую консерваторию. С 1966 года Пети возвращается к аккомпанированию, пробует себя в аранжировке (альбом «Le Chat Bleu» от рок-группы «Mink DeVille»), а также инструментальном сопровождении синглов некоторых популярных исполнителей (Жюльен Клерк, Серж Лама, Клод Франсуа, Джоан Баэз, Мишель Сарду, Ален Сушон, Сильви Вартан, Морт Шуман, Жильбер Беко и др.).
В 1972 году Пети начинает писать музыкальное сопровождение для фильмов и телепрограмм. Он написал музыку для телевизионного шоу «Avec le coeur»(1972), а в 1973 году он сочиняет короткую мелодию для итальянского телевизионного ролика «Carosello», и его произведение становится узнаваемым для всех итальянцев; ролик с мелодией от Жан-Клода Пети действует в эфире целых три года. В 1976 году Пети выпускает сольный альбом под названием «Chez Jean-Claude Petit», который окончательно приводит композитора в кинематограф: пластинку замечает Алехандро Ходоровски, и Жан-Клод соглашается продать права на альбом — его композиции стали саундтреком к фильму «Бивень».
Жан-Клод Пети значится композитором к 66 фильмам, среди которых «Жан де Флоретт», «Отверженные» и «Мать», но мировое признание приходит к Пети после фильма «Сирано де Бержерак», который выходит в 1990 году. За эту работу Жан-Клод удостоился премии «Виктуар де ля мюзик», «Сезар» и премии BAFTA.
В июне 2013 года Пети был избран председателем совета директоров SACEM — компании, созданной для реализации и охраны авторских прав в области музыки.
В 2007 году он написал свою первую оперу: «Без семьи», а уже в 2014 вторую — «Коломба», в основу которой легла повесть Проспера Мериме. «Коломба» ставилась в Оперном театре Марселя.

## Выборочная фильмография
- Жан де Флоретт (1986)
- Манон с источника (1986)
- Возвращение мушкетёров (1989)
- Сирано де Бержерак (1990)
- Уран (1990)
- Майрик (1991)
- Виновность невиновного, или Когда лучше спать (1992)
- Гусар на крыше (1995)
- Отверженные (2000)
- Лумумба (2000)